# پیرانین
پیرانین (به انگلیسی: Pyranine) با فرمول شیمیایی C۱۶H۷Na۳O۱۰S۳ یک ترکیب شیمیایی با شناسه پاب‌کم ۴۱۳۶۵۲۱ است. که جرم مولی آن ۵۲۴٫۳۷ g/mol می‌باشد. شکل ظاهری این ترکیب، پودر بلورین زرد و سبز است.